# Nassaulaan 13 (Soest)
Nassaulaan 13 is een gemeentelijk monument in Soest in de provincie Utrecht. 
Het huis werd in 1926 gebouwd door de architect B.W. Plooij uit Amersfoort. Het gebouw heeft enkele kenmerken van de Amsterdamse School. Het schilddak steekt een eind over en heeft een driedubbel dakvenster. De erker aan de voorzijde loopt door  tot de nok die haaks op de weg staat.  De toegangsdeur is rechts van de erker.